# Sha-La-La-La-La
"Sha-La-La-La-La" là một bài hát của nhóm nhạc Đan Mạch Walkers nằm trong album tuyển tập của họ, Greatest Hits (1976). Nó được phát hành vào ngày 30 tháng 3 năm 1973 bởi Philips Records, và đạt vị trí thứ hai ở Đan Mạch. Bài hát đã được hát lại bởi một số nghệ sĩ, trong đó nổi bật nhất là bản hát lại của nhóm nhạc Eurodance Hà Lan Vengaboys cho album phòng thu thứ hai của họ, The Platinum Album (2000), đã gặt hái nhiều thành công vượt trội về mặt thương mại.

## Danh sách bài hát
Đĩa 7" tại Đan Mạch và Đức
- A. "Sha-La-La-La-La" – 3:00
- B. "High School Queen" – 2:52

## Xếp hạng
| Bảng xếp hạng (1973)   | Vị trí cao nhất |
| ---------------------- | --------------- |
| Đan Mạch (Tracklisten) | 2               |

## Phiên bản của Vengaboys
Năm 2000, nhóm nhạc Eurodance Hà Lan Vengaboys đã hát lại nó cho album phòng thu thứ hai của họ, The Platinum Album, với tiêu đề mới "Shalala Lala". Nó được phát hành vào ngày 23 tháng 2 năm 2000 như là đĩa đơn thứ hai trích từ album bởi Breakin' Records. Đây là một bản Eurodance và dance-pop được sản xuất bởi Danski & DJ Delmundo, cộng tác viên quen thuộc xuyên suốt sự nghiệp của họ.
Sau khi phát hành, phiên bản của Vengaboys nhận được những phản ứng trái chiều từ các nhà phê bình âm nhạc, nhưng gặt hái những thành công vượt trội về mặt thương mại. Đây được xem là bài hát thành công nhất của họ trên các bảng xếp hạng kể từ "Boom, Boom, Boom, Boom!!", đạt vị trí số một ở New Zealand và Rumani, và lọt vào top 5 ở nhiều quốc gia như Úc, Áo, Bỉ (Flanders), Đức, Ireland, Hà Lan, Na Uy, Thụy Điển, Thụy Sĩ và Vương quốc Anh, cũng như vươn đến top 10 ở hầu hết những thị trường nó xuất hiện.
Một video ca nhạc cho "Shalala Lala" đã được phát hành, trong đó tập trung vào giọng ca chính Kim Sasabone, bên cạnh những vũ công trong trang phục dirndl và lederhosen. Để quảng bá bài hát, nhóm đã trình diễn nó trên nhiều chương trình truyền hình như Top of the Pops, CD:UK và Pepsi Live. Nó cũng xuất hiện trong nhiều album tổng hợp và phối lại của Vengaboys, bao gồm Greatest Hits (2009) và Xmas Party Album (2014).

### Danh sách bài hát
Đĩa CD #1 tại châu Âu
1. "Shalala Lala" (Hitradio Mix) – 3:33
2. "48 Hours" – 4:31

Đĩa CD #2 tại châu Âu
1. "Shalala Lala" (Hitradio Mix) – 3:33
2. "Shalala Lala" (bản karaoke) – 3:30

Đĩa CD tại Anh quốc
1. "Shalala Lala" (Hitradio Mix) – 3:34
2. "Shalala Lala" (Alice Deejay Remix) – 5:53
3. "48 Hours" – 4:34
4. "Shalala Lala" (video) – 4:19

### Xếp hạng
| Bảng xếp hạng (2000)                | Vị trí cao nhất |
| ----------------------------------- | --------------- |
| Úc (ARIA)                           | 4               |
| Áo (Ö3 Austria Top 40)              | 2               |
| Bỉ (Ultratop 50 Flanders)           | 2               |
| Đan Mạch (Tracklisten)              | 6               |
| Châu Âu (Eurochart Hot 100 Singles) | 3               |
| Pháp (SNEP)                         | 61              |
| Đức (Official German Charts)        | 3               |
| Ireland (IRMA)                      | 4               |
| Ý (FIMI)                            | 40              |
| Hà Lan (Dutch Top 40)               | 2               |
| Hà Lan (Single Top 100)             | 2               |
| New Zealand (Recorded Music NZ)     | 1               |
| Na Uy (VG-lista)                    | 5               |
| Romania (Romanian Top 100)          | 1               |
| Tây Ban Nha (PROMUSICAE)            | 8               |
| Scotland (OCC)                      | 3               |
| Thụy Điển (Sverigetopplistan)       | 5               |
| Thụy Sĩ (Schweizer Hitparade)       | 3               |
| Anh Quốc (OCC)                      | 5               |

| Bảng xếp hạng (2000)                 | Vị trí |
| ------------------------------------ | ------ |
| Australia (ARIA)                     | 36     |
| Austria (Ö3 Austria Top 40)          | 5      |
| Belgium (Ultratop Flanders)          | 32     |
| Denmark (Tracklisten)                | 17     |
| Europe (European Hot 100 Singles)    | 24     |
| Germany (Official German Charts)     | 17     |
| Netherlands (Dutch Top 40)           | 43     |
| Netherlands (Single Top 100)         | 20     |
| New Zealand (Recorded Music NZ)      | 8      |
| Norway Christmas Period (VG-lista)   | 11     |
| Norway Spring Period (VG-lista)      | 15     |
| Romania (Romanian Top 100)           | 10     |
| Sweden (Sverigetopplistan)           | 33     |
| Switzerland (Schweizer Hitparade)    | 21     |
| UK Singles (Official Charts Company) | 64     |

#### Chứng nhận
| Quốc gia                                                                           | Chứng nhận  | Số đơn vị/doanh số chứng nhận |
| ---------------------------------------------------------------------------------- | ----------- | ----------------------------- |
| Úc (ARIA)                                                                          | Vàng        | 35.000^                       |
| Áo (IFPI Áo)                                                                       | Bạch kim    | 50.000*                       |
| Bỉ (BEA)                                                                           | Vàng        | 0*                            |
| Đức (BVMI)                                                                         | Vàng        | 250.000^                      |
| New Zealand (RMNZ)                                                                 | 3× Bạch kim | 30.000*                       |
| Thụy Điển (GLF)                                                                    | Vàng        | 15.000^                       |
| Thụy Sĩ (IFPI)                                                                     | Vàng        | 25.000^                       |
| Anh Quốc (BPI)                                                                     | Bạc         | 200.000^                      |
| * Chứng nhận dựa theo doanh số tiêu thụ. ^ Chứng nhận dựa theo doanh số nhập hàng. |             |                               |

### Phiên bản khác
Những phiên bản khác của bài hát được thu âm bởi ban nhạc pop Anh quốc Dreamhouse và trở thành một bản hit ở Đông Nam Á vào năm 1998, bởi ban nhạc Hồng Kông The Wynners vào năm 1974, và bởi ban nhạc pop Estonia Meie Mees.